# Toki (videojuego)
Toki es un videojuego creado por TAD Corporation en 1989 para máquinas recreativas. Tuvo un gran éxito en su día debido al carisma de su protagonista, un torpe mono capaz de escupir bolas de fuego, en una cruzada en búsqueda de su amada Miho, capturada por un temible hechicero, el cual, a su vez, fue el que convirtió en mono al protagonista.
Tuvo versiones domésticas realizadas por Ocean Software y Special FX para Commodore 64, Amiga y Atari ST. A su vez, las videoconsolas Lynx, NES y Mega Drive recibieron sus propias versiones del juego.
una nueva versión para Amstrad se anuncia para 2018 por el Grupo de GGP